# Hertogen van Orléansland
Het Hertogen van Orléansland (Deens: Hertugen af Orléans Land) is een gebied in Nationaal park Noordoost-Groenland in het oosten van Groenland.

## Geografie
Het gebied heeft noord-zuid een lengte van meer dan 150 kilometer en vormt hier de oostkust van Groenland. Ten oosten van het gebied ligt de baai Jøkelbugten, met talloze kleine eilanden. 
Het gebied wordt in het noorden begrensd op 78° 45′ NB, 21° 15′ WL met de gletsjer Zachariae Isstrom en in het zuiden op 77° 34′ NB, 22° 0′ WL met de Kofoed-Hansengletsjer.
Aan de overzijde van de gletsjer ligt in het noorden het Lambertland en in het noordoosten Schnauder Ø. Tegenover de baai in het zuidelijke deel van het gebied ligt het Nordmarken en het Søndermarken.

### Gletsjers
In het gebied liggen meerdere gletsjers die uitstromen op de Jøkelbugten en de Groenlandzee, waaronder de Zachariae Isstrom, de Gammel Hellerupgletsjer, de Blæsegletsjer en de Kofoed-Hansengletsjer.